# Luigi Pioda
Luigi Pioda (* 9. September 1813 in Locarno; † 1. Juni 1887 ebenda) war ein Schweizer Anwalt, Richter, Diplomat, Politiker und Staatsrat.

## Biografie
Luigi Maria Pioda wurde als Sohn des Giovan Battista geboren, Bruder von Giovan Battista, Giuseppe und Paolo. Er blieb ledig. Er studierte Rechtswissenschaft und wanderte mit seinem Bruder Paolo in die Vereinigten Staaten aus von 1839 bis 1853, wo er als Lehrer arbeitete. Nach seiner Rückkehr in Locarno bekleidete er verschiedene öffentliche Ämter: Er war Direktor des Gymnasiums in Locarno und Mitglied des kantonalen Erziehungsrates von 1853 bis 1858, Regierungskommissar in Locarno von 1859 bis 1863, Staatsrat von 1863 bis 1870, Mitglied der Schweizer Legationsrat in Florenz und Rom von 1870 bis 1874, Friedensrichter in Locarno im Jahr 1882.
Während seiner Regierungstätigkeit setzte er sich insbesondere für die Realisierung der Gotthardbahn ein. Als Präsident der Kantonsregierung geriet er 1865 wegen Eisenbahnfragen in heftigen Zwist mit Carlo Cattaneo.